# 銀山温泉
銀山温泉（ぎんざんおんせん）は、山形県尾花沢市（旧国出羽国、明治以降は羽前国）にある温泉である。
NHK連続テレビ小説『おしん』の舞台となったことで一躍脚光を浴び、全国的にその名を知られることになった。

## 歴史

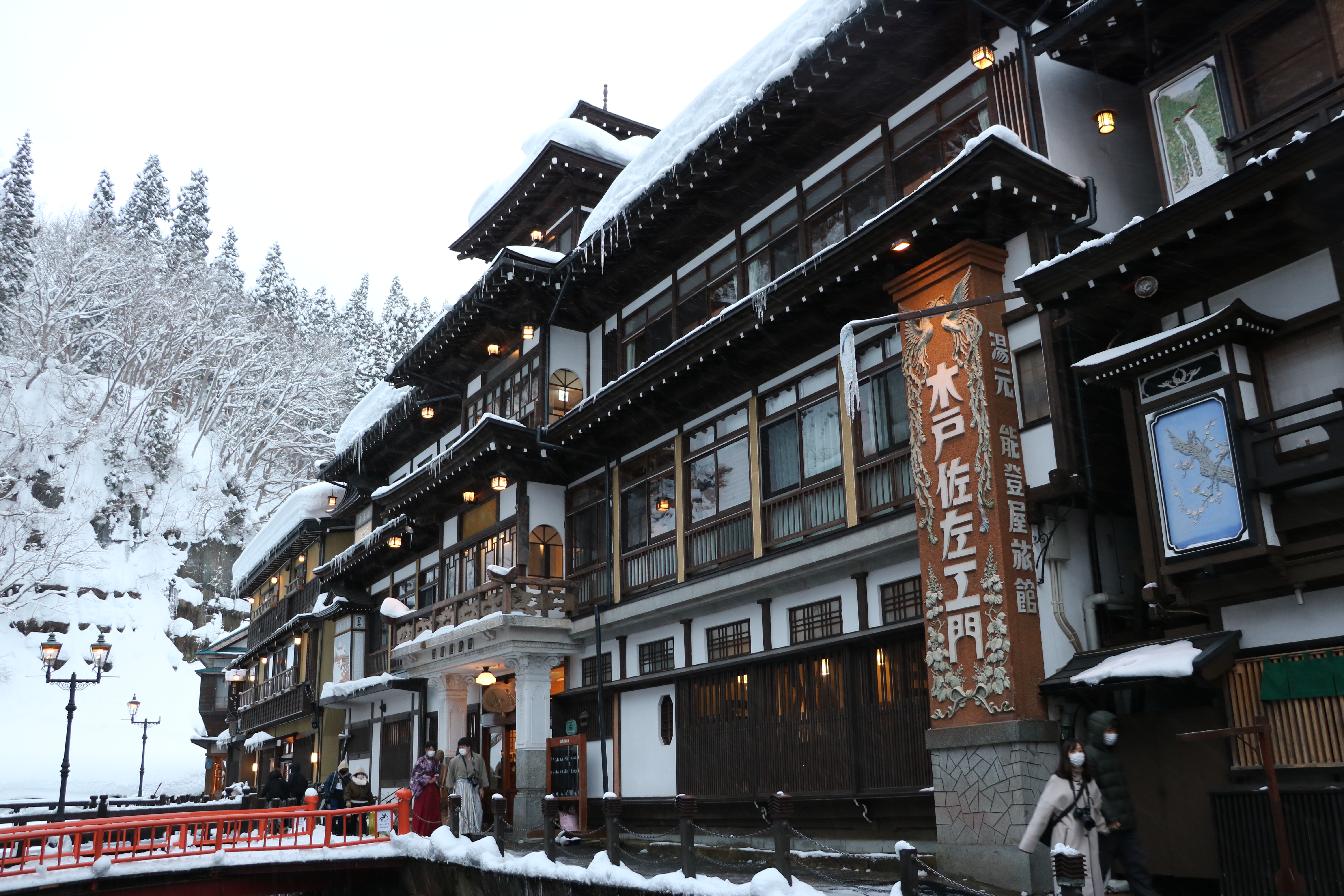
写真中央にみえる5階建ての建物「能登屋旅館」は国の登録有形文化財である。

開湯は慶長から寛永に、かつてこの地に栄えた野辺沢銀山の鉱夫が発見したことによる。銀山は足利幕府時代の康正年間（15世紀）に開かれ、江戸時代の寛永期（17世紀前半）には人口20万から30万を数えるほど栄えたが、正保元年（17世紀中期）から銀採掘が衰退していき、替わって温泉湯治が盛んになっていった。
1689年に銀山が閉山した後に温泉宿が建てられはじめて湯治場として賑わったが、1913年の大洪水により温泉街は壊滅した。その後、地元財界の力で復興し、その時に現在の温泉街の光景が作られた。1925年ごろに「能登屋旅館」（左図）の本館が建てられている。
1968年11月19日、国民保養温泉地に指定。羽州街道から10km以上の山奥にあるため長い間秘湯であったが、1983年のドラマ「おしん」のヒットにより全国的に認知された。
1986年に「銀山温泉家並保存条例」を制定して景観整備に努め、1995年度「やまがた景観デザイン賞」（山形経済同友会主催）を受賞した。

## 温泉街

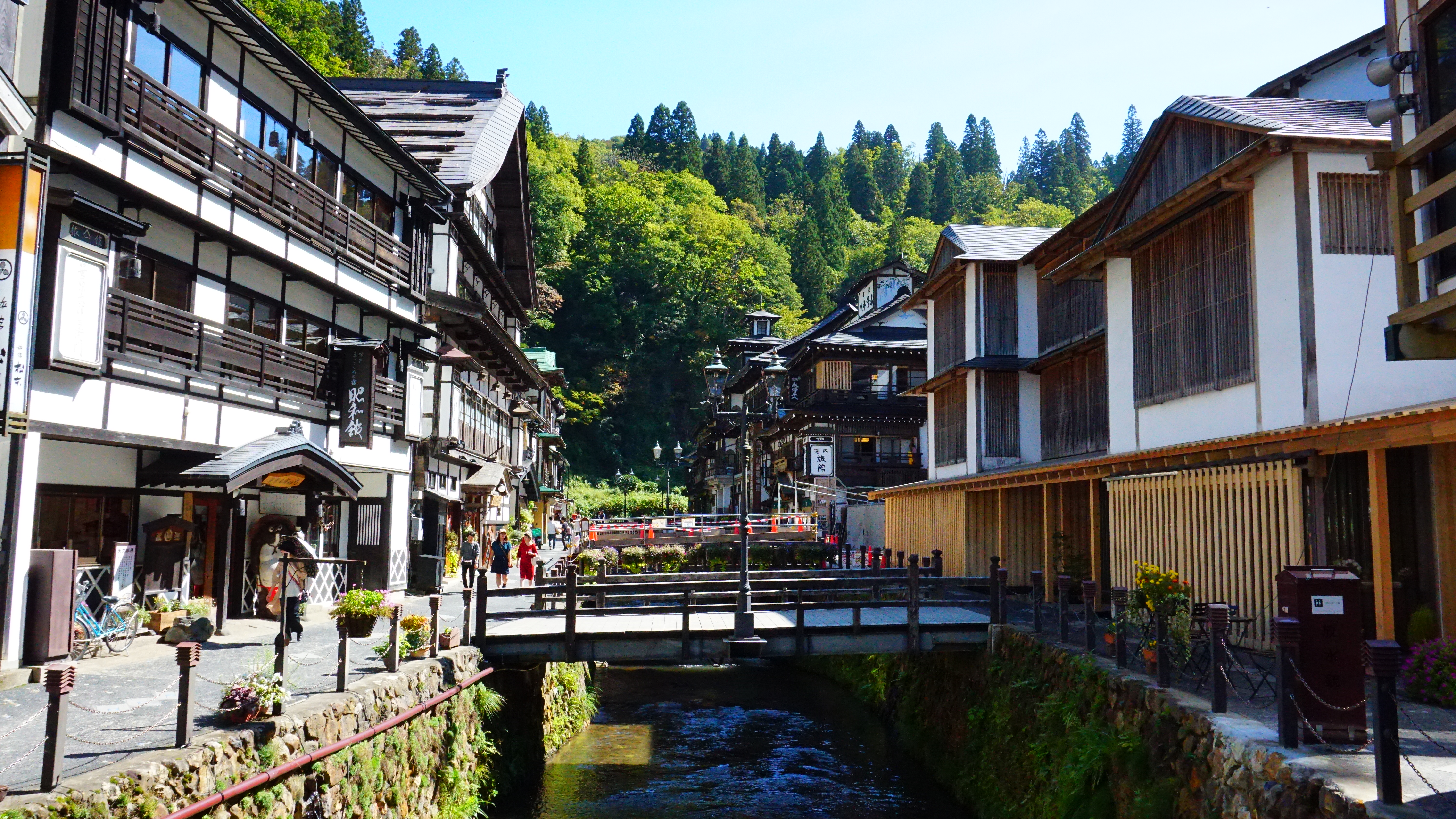
銀山川沿いに建ち並ぶ温泉宿（2018年秋）

最上川支流の銀山川の両岸に大正から昭和初期にかけての木造多層建築の旅館が立ち並ぶ。多くの旅館は、建築された当時としては非常にモダンな三層四層の木造バルコニー建築であり、外装には鏝絵が施されている旅館もある。川には橋が多くかかり、また石畳の歩道にはガス灯が並んでいる。5月から10月までの毎週末には、花笠踊りが橋の上で披露される。
銀山側下流側から温泉街を眺めた大正ロマン漂う光景は、温泉のシンボル的な風景である。この光景を守るため、町並みを保存する条例が定められている。
当地の旅館「藤屋」で女将をつとめた7代目当主の妻藤ジニー（Jeanie Fuji, 1966年3月26日生まれの米国人、旧名ジニー・ピュー、Pugh。元外国語指導助手(ALT)。現在は離婚してアメリカ・オレゴン州へ帰国）は、公共広告機構（現：ACジャパン）のCMに出演するなど、メディアに出る機会も多かった。藤屋は2006年に現代風に改装したが、2010年に民事再生法を申請した。
温泉街には古くからの「大湯」と近年できた「しろがね湯」2軒の共同浴場が存在したが、大湯は閉館している。温泉街の遊歩道には足湯もある。しろがね湯、藤屋ともに改装は隈研吾の設計。

## アクセス
- 飛行機：山形空港よりバスで約75分。

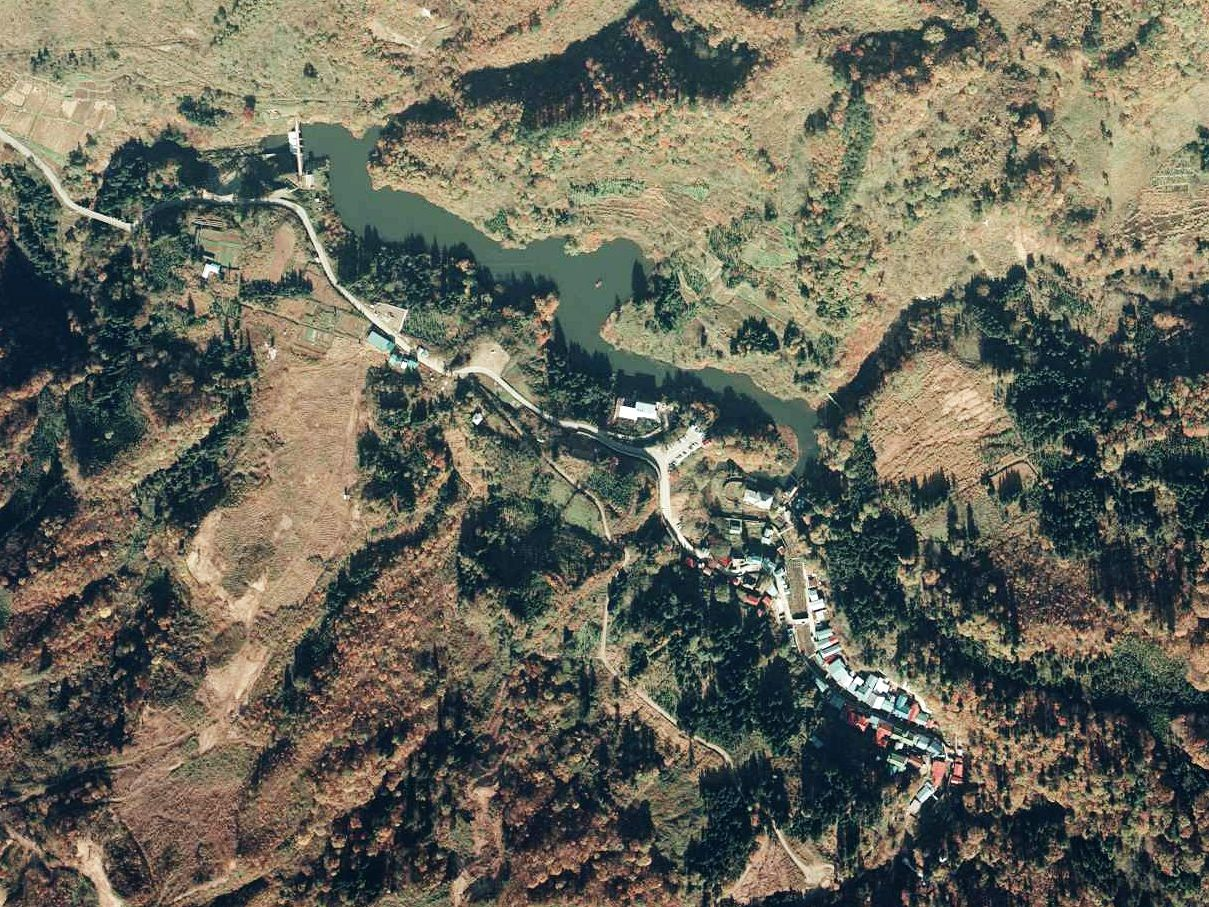
銀山温泉の温泉街（右下）と銀山川ダム湖（上）

- 鉄道：山形新幹線・大石田駅よりバスで約40分。
- 自動車：国道13号・尾花沢バイパスから国道347号（母袋街道）に入り、山形県道29号尾花沢関山線および山形県道188号銀山温泉線で至る。
  - 宮城県側からは国道347号（鍋越峠）経由、山形県村山市側からは山形県道29号尾花沢関山線（背炙峠）経由の経路が地図上では最短路となる場合があるが、いずれも狭小であるため銀山温泉組合は通行を推奨していない。
  - 温泉街は一般車両が通行禁止となっている。宿泊客は宿が指定した駐車場に、日帰り客は温泉街まで徒歩3分程度の未整地に車を止めて徒歩で温泉街に向かうことになる。なお、冬季(積雪時)はこの日帰り専用駐車場は雪で埋もれてしまうため利用出来ないので注意が必要。
  - 東北中央自動車道の最寄りは尾花沢インターチェンジ。

## ギャラリー

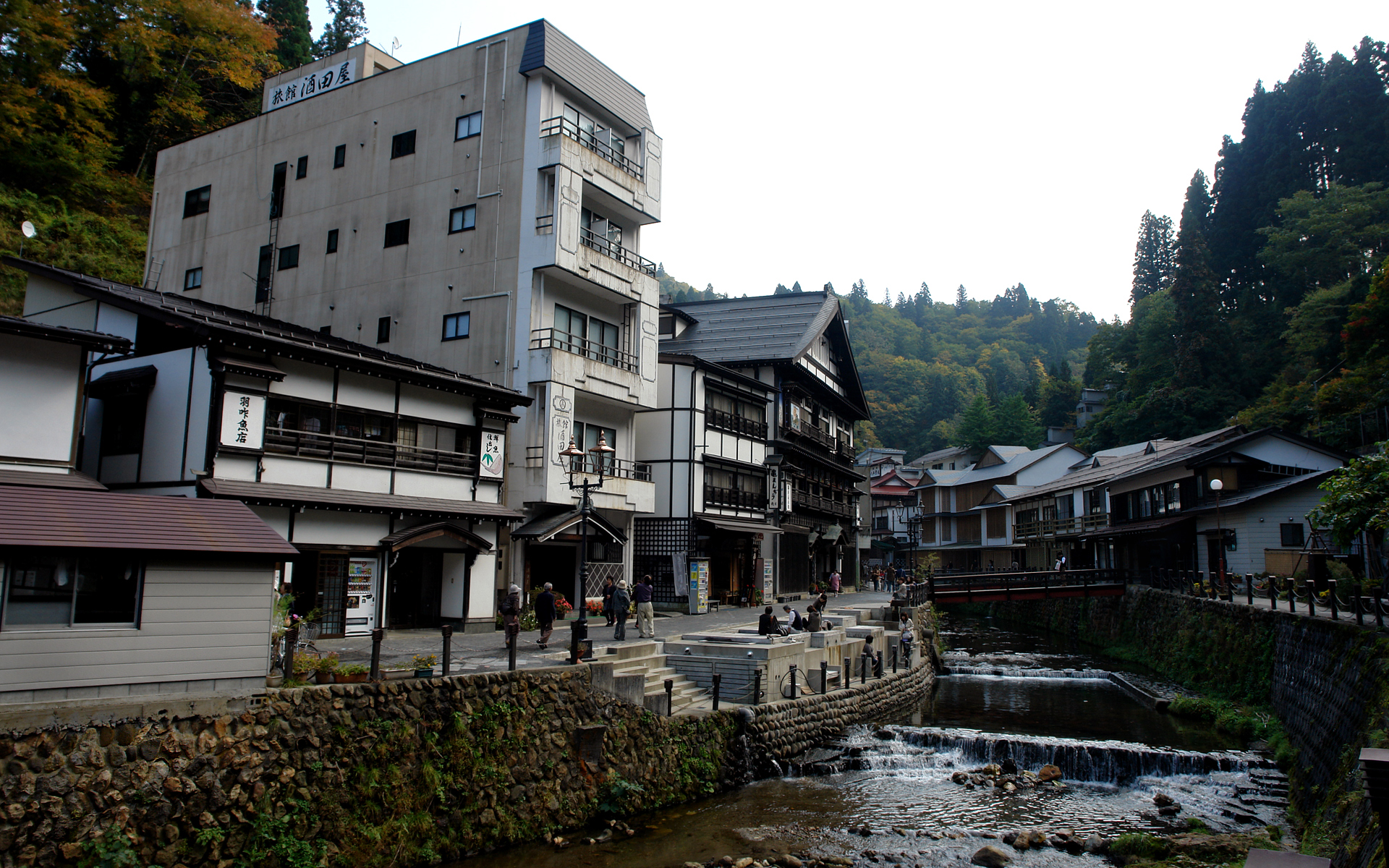
温泉街入口付近
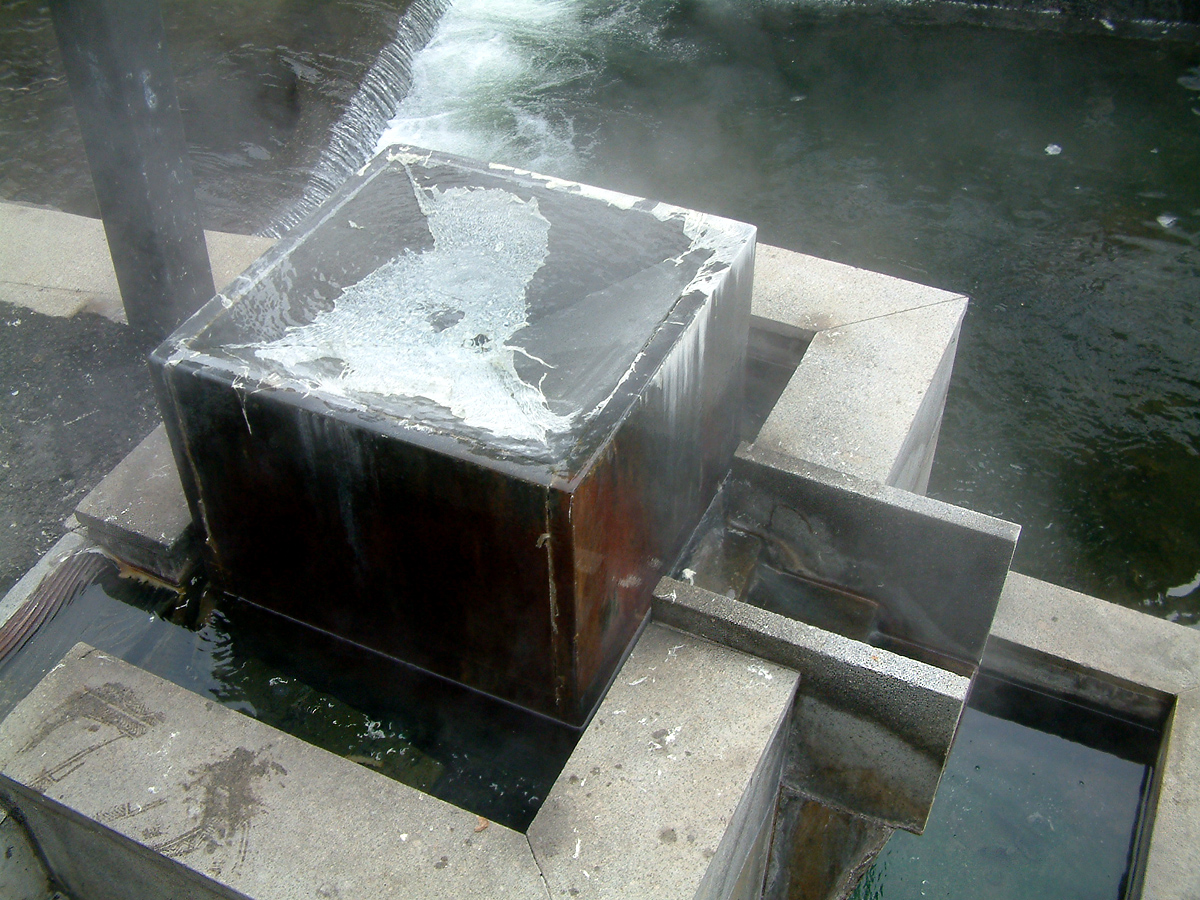
路上涌泉（2004年冬）
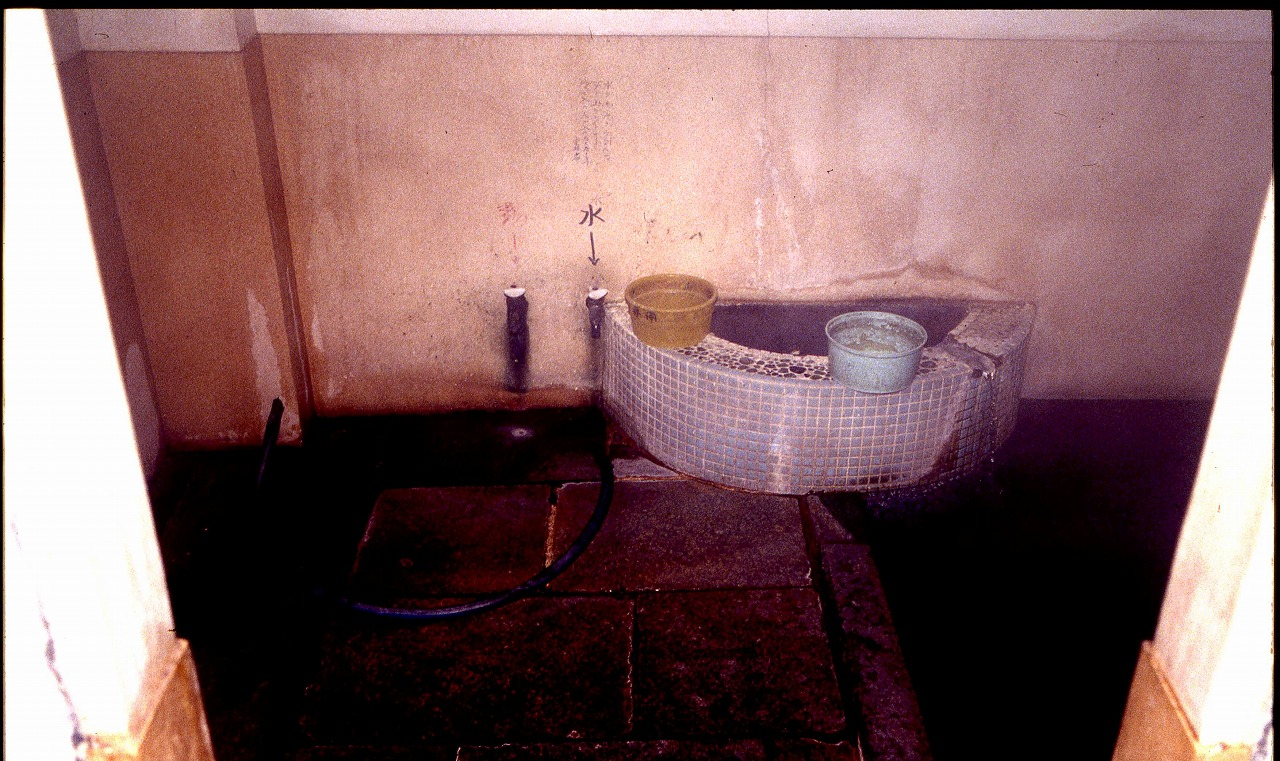
共同浴場（1980年頃）
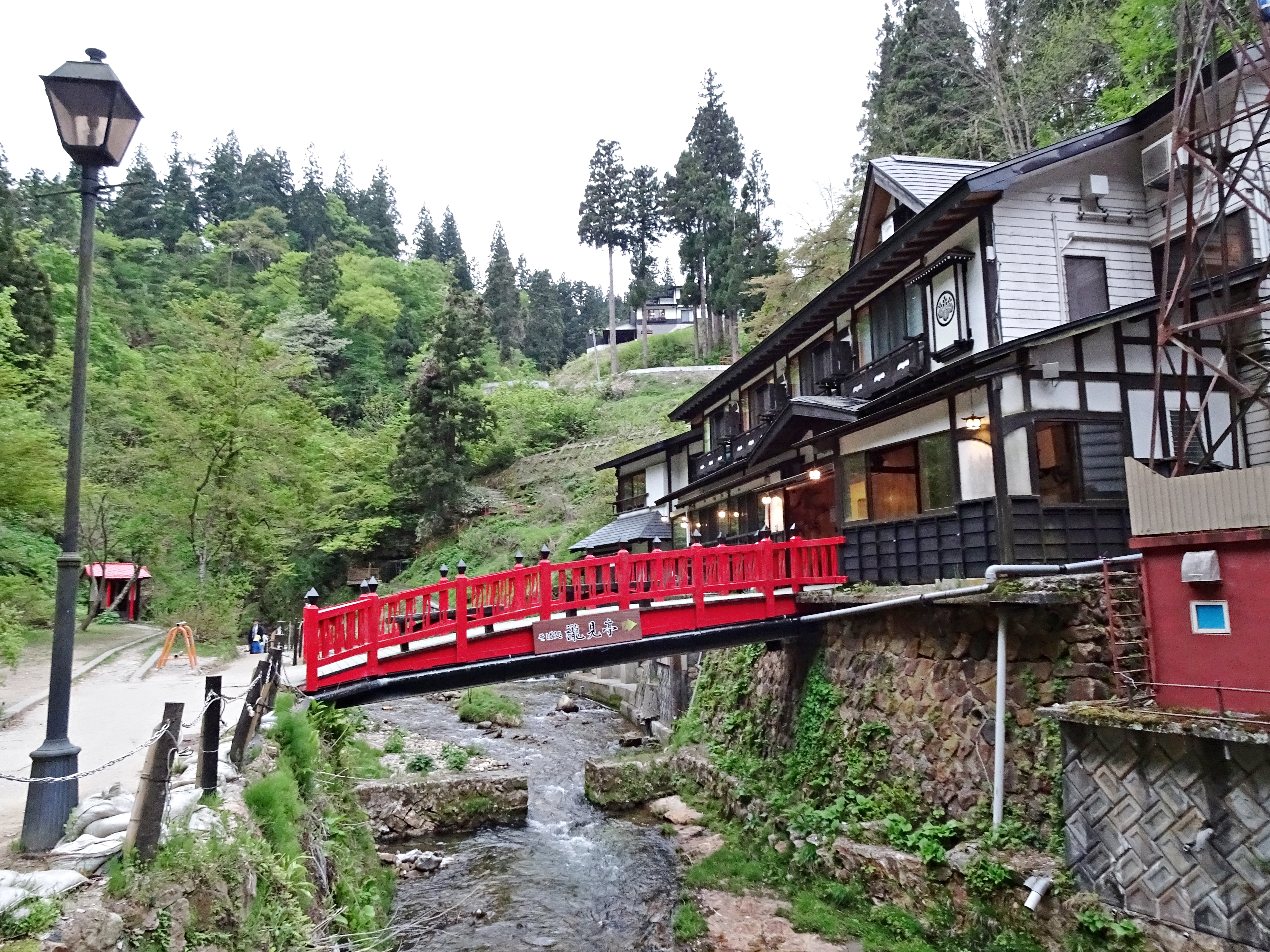
温泉街奥にある瀧見橋